# Piptochaetium avenacioides
Piptochaetium avenacioides är en gräsart som först beskrevs av George Valentine Nash, och fick sitt nu gällande namn av Juan I. Valencia och Costas. Piptochaetium avenacioides ingår i släktet Piptochaetium och familjen gräs. Inga underarter finns listade i Catalogue of Life.